# U 341
U 341 war ein deutsches U-Boot vom Typ VII C, das im Zweiten Weltkrieg für den U-Boot-Krieg im Nordatlantik von der Kriegsmarine eingesetzt wurde. Es wurde zehn Monate nach der Indienststellung während einer Geleitzugschlacht durch einen Luftangriff versenkt.

## Geschichte
Vom 28. November 1942 bis zum 31. Mai 1943 war U 341 der 8. U-Flottille als Ausbildungsboot unterstellt und in Danzig stationiert. Kommandant Epp unternahm in dieser Zeit Ausbildungsfahrten in der Ostsee zum Einfahren des Bootes und zur Ausbildung der Besatzung. Am 25. Mai lief Epp mit U 341 von Kiel zu seiner ersten Unternehmung mit diesem Boot aus. Einsatzgebiet von U 341 war der Nordatlantik. Ohne Schiffe versenkt oder beschädigt zu haben, lief Epp am 10. Juli in La Pallice ein. Dies war der Stützpunkt der 3. U-Flottille, der U 341 am 1. Juni unterstellt worden war. Von hier aus lief das Boot am 31. August zur zweiten Unternehmung aus. Am 18. September 1943 wurde U 341 der aus 20 U-Booten bestehenden U-Bootgruppe "Leuthen" zugeteilt, die nach Maßgabe der von Karl Dönitz entwickelten Rudeltaktik eingesetzt wurde, um die Konvois ON 202 und ONS 18 aufzuspüren und anzugreifen.

## Versenkung
Nahe dem alliierten Konvoi ONS 18 wurde U 341 am 19. September 1943 beim Auftauchen von der den Geleitzug sichernden Liberator "A" des 10. Geschwaders der RCAF gesichtet. Der Pilot Flt. Lt. R.F. Fisher warf nach einem gescheiterten Angriff auf U 341 sechs Wasserbomben, die dicht am Boot detonierten. Nach einer Sekundärexplosion im Bug verlor das U-Boot an Fahrt und stoppte schließlich. Es sank auf der Position 58° 40′ 0″ N, 25° 30′ 0″ W mit der gesamten Besatzung von 50 Mann.